# Whiting (Indiana)
Whiting is een plaats (city) in de Amerikaanse staat Indiana, en valt bestuurlijk gezien onder Lake County.

## Demografie
Bij de volkstelling in 2000 werd het aantal inwoners vastgesteld op 5137.
In 2006 is het aantal inwoners door het United States Census Bureau geschat op 4833, een daling van 304 (-5.9%).

## Geografie
Volgens het United States Census Bureau beslaat de plaats een oppervlakte van
8,5 km², waarvan 4,6 km² land en 3,9 km² water. Whiting ligt op ongeveer 180 m boven zeeniveau.

## Plaatsen in de nabije omgeving
De onderstaande figuur toont nabijgelegen plaatsen in een straal van 12 km rond Whiting.

## Geboren
- Richard Dufallo (1933-2000), klarinettist, dirigent
- Ferid Murad (1936-2023), arts, farmacoloog en Nobelprijswinnaar (1998)